# 大學城 (密蘇里州)
大學城（英語：University City）是位於美國密蘇里州聖路易斯縣的城市。

## 人口
根據2020年美國人口普查的數據，大學城的面積為15.23平方千米，皆為陸地。當地共有人口35605人，而人口密度為每平方千米2,338人。